# Oleksij Sereda
Oleksij Wiktorowytsch Sereda (ukrainisch Олексій Вікторович Середа; englisch Oleksii Sereda; * 25. Dezember 2005 in Mykolajiw) ist ein ukrainischer Wasserspringer. Er hat sich auf das Einzel- und Synchronspringen vom 10-Meter-Turm spezialisiert. Im Jahr 2019 wurde er mit 13 Jahren und 7 Monaten jüngster Titelträger in der Geschichte der Europameisterschaften im Wasserspringen. Im Jahr 2022 konnte der oft als „Wunderkind“ betitelte Sereda seinen EM-Erfolg im Turmspringen wiederholen.

## Leben
Oleksij Sereda, „Lesha“ bzw. „Lescha“ genannt, wurde als Sohn von Eltern geboren, die keine Verbindungen zum Profisport hatten. Er hat eine Zwillingsschwester namens Marija („Mascha“), die er als seine „beste Freundin“ und treuesten „Fan“ bezeichnet. Beide wuchsen die ersten Lebensjahre in ihrer Geburtsstadt Mykolajiw auf. Als die beiden Kinder anderthalb Jahre alt waren, gingen die Eltern erstmals mit ihnen schwimmen. Im Alter von viereinhalb Jahren wurden die Geschwister in der örtlichen Schwimmabteilung angemeldet. Schnell stellte sich heraus, dass Marija und Oleksij nicht für eine sportliche Karriere als Beckenschwimmer in Betracht kamen. Daraufhin begann Oleksij im Alter von sechs Jahren mit dem Wasserspringen. Marija folgte ihm einen Monat später.
Schnell wurde Seredas Talent für das Wasserspringen entdeckt. „Beim ersten Versuch habe ich nicht viele Dinge verstanden. Aber ich hatte nie den Wunsch aufzuhören. Ich habe das Springen sehr genossen. Und ich wollte einfach nur lernen, mich verbessern und Leistung bringen“, so Sereda, der fortan zusätzliche Trainingseinheiten bei seiner ersten Trainerin Tetjana Pogrebnaja nahm. Er trainierte im Schwimmsport-Komplex Aquarius in seiner Heimatstadt Mykolajiw. Als es zu Problemen mit der Wasserversorgung in der Stadt kam, konnte er fortan nur in einer mit Schaumgummi gefüllten Grube trainieren. Als Pogrebnaja eine neue Anstellung in Kiew angeboten wurde, folgte der 8-jährige Oleksij ihr gemeinsam mit seiner Schwester und seiner Mutter nach.
Sereda besuchte eine spezialisierte Kinder- und Jugendsporthochschule für die Oblast Luhansk. Er zählte Ukrainische Geschichte und Mathematik zu seinen Lieblingsfächern und lernte die Sprachen Englisch und Chinesisch. Die Region Luhansk vertrat er auch nach seinem Umzug nach Kiew bei nationalen Wettkämpfen. Bis zu seiner Flucht ins Ausland aufgrund des im Frühjahr 2022 begonnenen russischen Angriffs auf die Ukraine trainierte er im Kiewer Sportkomplex Liko. Er übte täglich auf dem Trampolin und absolvierte Sprünge in die Schaumstoffgrube, ehe er auf den Sprungturm in der Schwimmhalle stieg. Er folgt eigenen Angaben zufolge keiner speziellen Diät und trainierte bis Sommer 2021 sechs Tage die Woche im Fitnessstudio. Trotz des engen Zeitplans habe Sereda niemals den Wunsch gehabt, mit dem Sport aufzuhören. Er nennt den britischen Wasserspringer Tom Daley als Vorbild und möchte ebenso wie dieser Olympiasieger werden. Nach seiner Aufnahme in die ukrainische Nationalmannschaft wurde er von deren Cheftrainerin Tamara Tokmatschewa betreut.

## Karriere

### Erste nationale und internationale Wettkämpfe
Im Alter von acht Jahren gewann Oleksij Sereda seine erste Medaille bei einem Wettbewerb im Wasserspringen. Seredas erster internationaler Wettkampf auf Juniorenebene war der International Youth Diving Meet im April 2017 in Dresden. Dort belegte der 11-Jährige im B-Finale vom 10-Meter-Brett mit 436,40 Punkten einen vierten Platz. Ein Jahr später wurde er in der Ukraine Sportmeister sowie Sportmeister der internationalen Klasse. Ebenfalls im Jahr 2018 verpasste er im Grand-Prix-Wettbewerb in Rostock als Fünfter im Halbfinale vom Turm den finalen Wettkampf bei den Erwachsenen (380,85 Punkte).

### Erfolgsjahr 2019: Jüngster Europameister im Wasserspringen
Im Jahr 2019 trat Sereda erneut beim Grand-Prix-Wettbewerb in Rostock an. Dort belegte er diesmal mit 453,75 Punkten Platz drei, hinter dem russischen Sieger Wiktor Minibajew (483,75) und dem Chinesen Yuan Song (482,95). Bei den folgenden Jugendeuropameisterschaften Ende Juni im russischen Kasan erreichte er Platz eins im Turmspringen (439,70) sowie einen zweiten Platz im Synchronspringen vom 10-Meter-Brett (302,88). Daraufhin wurde Sereda im Alter von 13 Jahren ins ukrainische Nationalteam der Erwachsenen berufen und nahm im Juli an seinen ersten Weltmeisterschaften im südkoreanischen Gwangju teil. Im Finale vom 10-Meter-Brett belegte er beim Doppelsieg der Chinesen Yang Jian und Yang Hao mit 490,50 Punkten Platz vier mit deutlichem Abstand zum russischen Bronzemedaillengewinner Alexander Bondar (541,05). Im Synchronspringen erreichte er gemeinsam mit Oleh Serbin die gleiche Platzierung mit 13,29 Punkten Abstand auf die britischen Medaillengewinner Tom Daley und Matty Lee (425,91). Im gemischten Kombinationswettbewerb vom 3-Meter-Sprungbrett und vom 10-Meter-Turm belegte er gemeinsam mit seiner Landsfrau Anna Arnautowa einen neunten Platz (323,20).

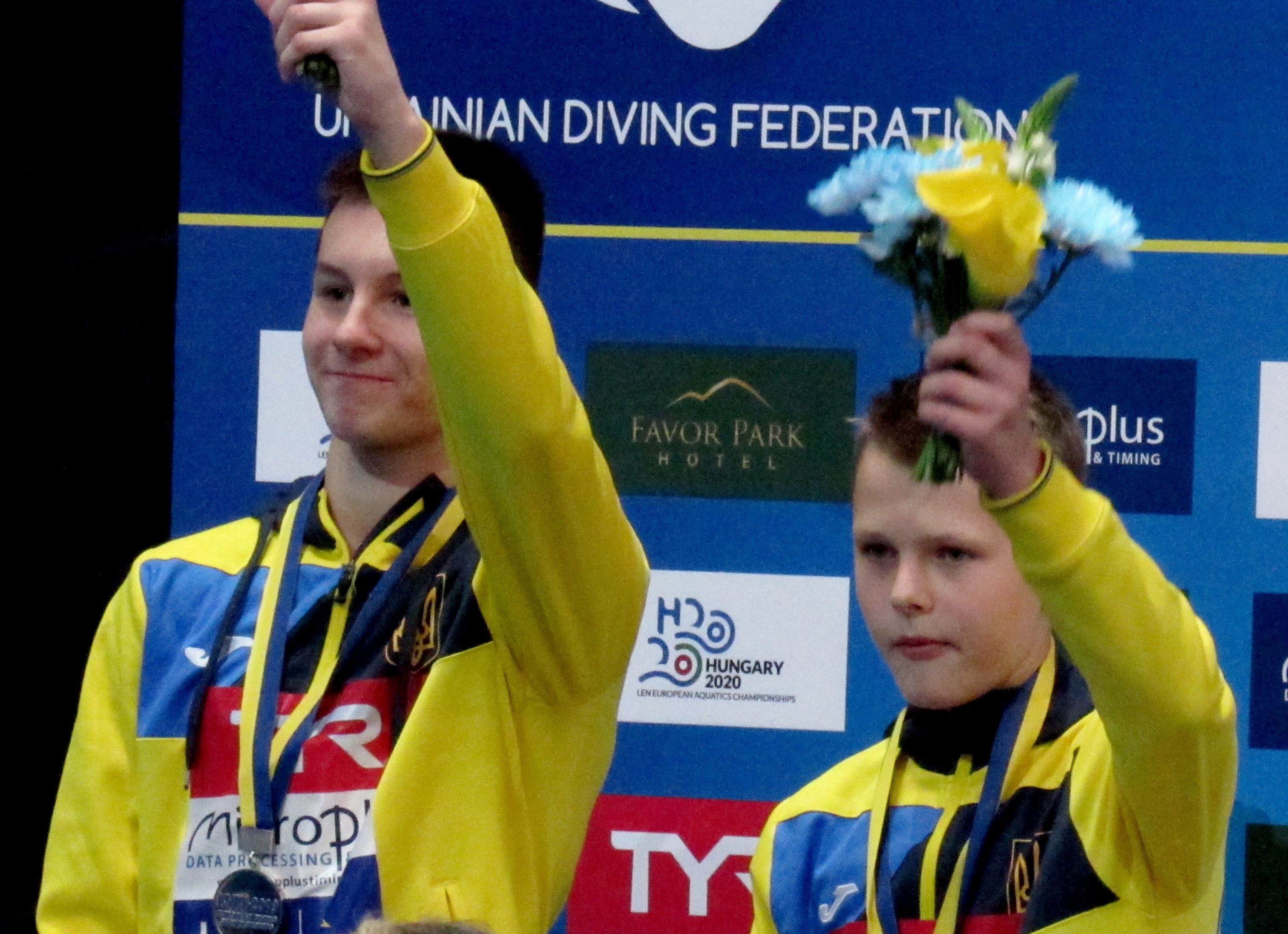
Sereda (rechts) gemeinsam mit Oleh Serbin nach dem Gewinn der EM-Silbermedaille im Synchronspringen (2019)

Der internationale Durchbruch bei den Erwachsenen gelang Sereda kurze Zeit später Anfang August bei den Europameisterschaften im Wasserspringen vor heimischer Kulisse in Kiew. Vom 10-Meter-Brett errang der als „Wunderkind“ betitelte Athlet die Goldmedaille mit 488,85 Punkten vor dem französischen Titelverteidiger Benjamin Auffret (474,90). Dabei zeigte der 1,51 m große und 43 kg schwere Ukrainer aus technischer Sicht nicht das schwierigste Programm, dafür aber fehlerfrei. So hatte er einen Sprung mit dem relativ leichten Schwierigkeitsgrad von 2,8 in seinem Repertoire, aber keine zwischen 3,4 bis 3,6. Mit seinem Sieg im Alter von 13 Jahren und 7 Monaten stellte Sereda einen neuen Rekord als jüngster Europameister bei Wassersprungwettbewerben auf. Dieser war seit 2008 von Tom Daley gehalten worden, der bei seinem Goldmedaillengewinn vom Turm drei Monate älter war. Gemeinsam mit Oleh Serbin gewann Sereda mit Silber eine weitere EM-Medaille. Im Synchronspringen mussten sich beide mit 413,16 Punkten knapp dem russischen Duo Alexander Belewtsew und Nikita Schleicher (417,30 Punkte) geschlagen geben.

### COVID-19-Pandemie und verschobene Olympische Spiele (2021)
Nach Beginn der COVID-19-Pandemie im Frühjahr 2020 nahm Sereda an keinen Wettkämpfen mehr teil. Sowohl die Olympischen Sommerspiele 2020 in Tokio als auch die Welt- und Europameisterschaften wurden verschoben. Während der Pandemie und seiner Pubertät wurde er zehn Zentimeter größer und nahm zehn Kilogramm an Gewicht zu. Eigenen Angaben zufolge schmerzten seine Knochen sehr nach dem Wachstumsschub. Sereda gab an, dass ihm das Wasserspringen unangenehmer und schwieriger vorkam als zuvor. Auch klagte er über zeitweise auftretende Rückenschmerzen und nahm physiotherapeutische Hilfe in Anspruch.
Sereda trat erst wieder Anfang Mai 2021 beim Weltcup in Tokio in Erscheinung, als er gemeinsam mit seinem Synchronpartner Oleh Serbin beim Erfolg der Briten Tom Daley und Matty Lee (453,60 Punkte) einen vierten Platz erreichte. Dabei verpassten sie den dritten Platz gegen die kanadische Paarung Vincent Riendeau und Nathan Zsombor-Murray um nur 0,27 Punkte. Bei den Europameisterschaften im selben Monat in Budapest konnte Sereda seinen Titel vom Turm nicht verteidigen. Mit 459,50 Punkten belegte er beim Sieg des Russen Alexander Bondar (564,35) nur den sechsten Platz. Einen Rang besser schnitten Sereda und Serbin im Synchronspringen ab, wo sie sich beim Erfolg von Daley und Lee (477,57 Punkte) den fünften Platz sicherten (382,05). Dafür gewann er den Europameistertitel im gemischten Synchronwettbewerb vom Turm gemeinsam mit seiner zehn Monate älteren Landsfrau Ksenija Bajlo (325,68). Das Duo war erst eine Woche zuvor nominiert worden, nachdem die ursprüngliche ukrainische Paarung ausgefallen war. Sie waren die mit Abstand jüngsten Teilnehmer, erreichten aber mit ihrem vierten Sprung von 80 Punkten den am besten bewerteten Einzelsprung im Feld.

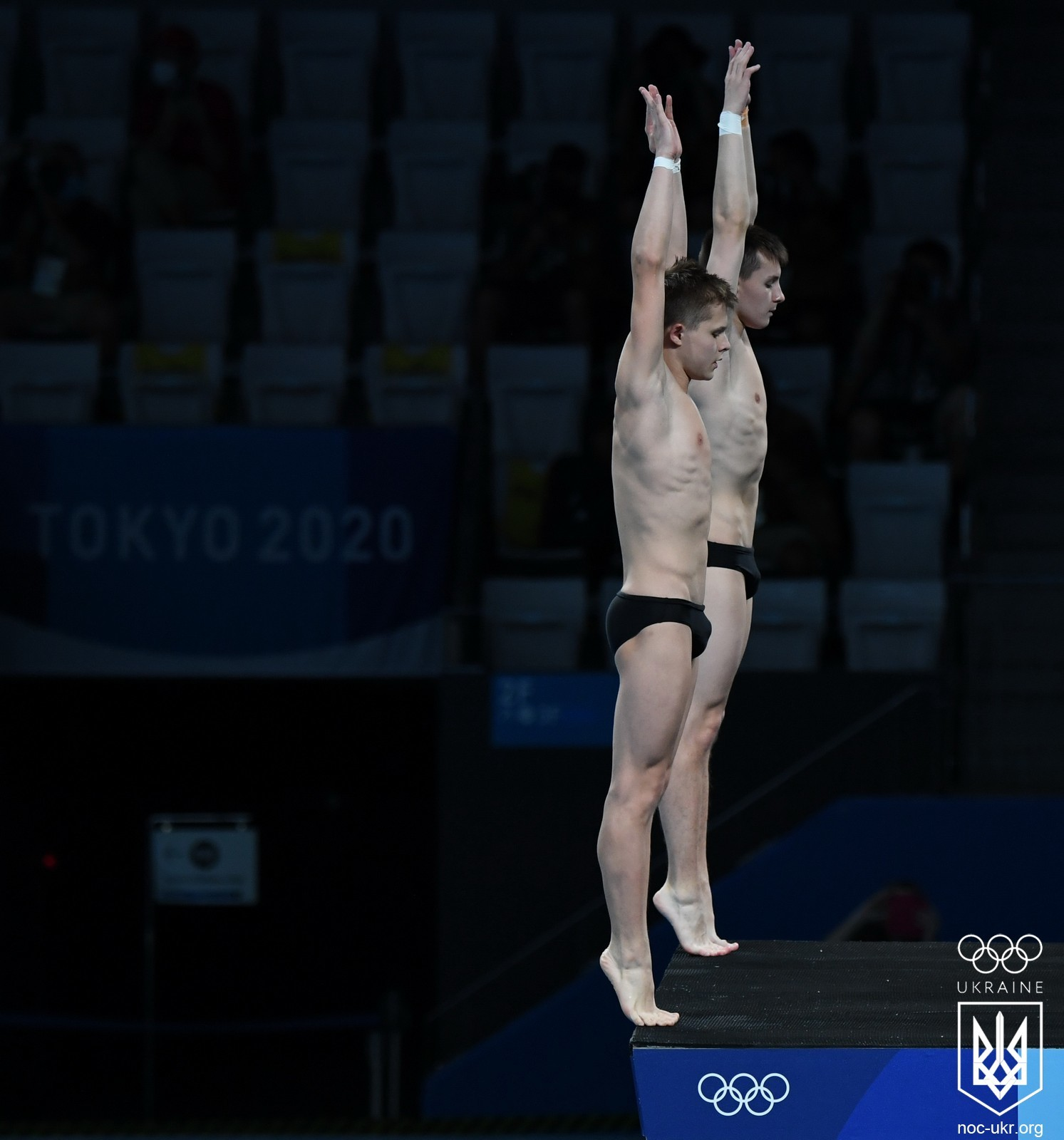
Sereda (vorne) und Serbin bei den Olympischen Spielen in Tokio (2021)

Ende Juli 2021 ging Sereda bei den Olympischen Sommerspielen in Tokio im Einzel- und Synchronspringen vom Turm an den Start und erreichte jeweils die finalen Wettkämpfe. Im Einzelspringen landete er auf einem sechsten Platz (461,70 Punkte), während die Chinesen Cao Yuan (582,35) und Yang Jian (580,40) mit großem Abstand die Goldmedaille unter sich ausmachten. Dieselbe Platzierung belegte er gemeinsam mit Oleh Serbin im Synchronspringen (400,44 Punkte), wo die Paarung Daley/Lee (471,81) knapp vor dem chinesischen Duo Cao Yuan und Chen Aisen triumphierte. Ende des Jahres trat Sereda bei den Juniorenweltmeisterschaften in Kiew im Einzel und mit Danylo Awanessow im Synchronwettbewerb an und gewann je zweimal Gold.

### Russischer Überfall und zweiter EM-Titel vom Turm (2022)
Vor dem Hintergrund des im Frühjahr 2022 begonnenen russischen Überfalls auf die Ukraine verließ Sereda Anfang März seine Heimatstadt Kiew und flüchtete nach Wien. Dort war er der persönlichen Einladung des österreichischen Wasserspringers Anton Knoll gefolgt, den er seit der Teilnahme an den Juniorenweltmeisterschaften kannte. Seine Mutter und Schwester fanden in Bratislava Zuflucht. Seredas Vater, den er vermisste, blieb in der Ukraine. Der 16-Jährige erklärte, dass er umgehend zurück nach Kiew wolle, sobald der Krieg vorbei sei. Auch schloss er einen weiteren Umzug nach Bratislava oder Budapest nicht aus.
Trotz dieser Belastungen konnte Sereda in dieser Saison an frühere Erfolge wieder anknüpfen, während russische und belarussische Sportler von den internationalen Titelkämpfen ausgeschlossen blieben. Bei den internationalen deutschen Sommermeisterschaften Anfang Mai in Berlin siegte er gemeinsam mit seinem neuen Partner Kirill Boljuch im Synchronspringen vom 10-Meter-Turm, während das Duo im Wettbewerb vom 3-Meter-Brett den dritten Platz belegte. Bei den Weltmeisterschaften im Juni in Budapest gewann er gemeinsam mit seiner Landsfrau Sofija Lyskun die Silbermedaille in der gemischten 10-Meter-Synchron-Entscheidung mit 317,01 Punkten, hinter der chinesischen Paarung Ren Qian und Duan Yu (341,16). Im Einzel belegte er mit 477,45 Punkten den sechsten Platz und war beim Sieg des Chinesen Yang Jian (515,55) zweitbester Europäer, knapp hinter dem Briten Noah Williams (479,05).
Bei den Europameisterschaften im August in Rom trafen Sereda und Williams am letzten Tag der Wettkämpfe erneut aufeinander. Hatte der Ukrainer im Vorkampf noch Platz zwei hinter dem Deutschen Timo Barthel belegt, gewann er das Finale mit 493,55 Punkten deutlich vor dem Briten (459,00). Sereda hatte als großer Favorit auf den Titel gegolten und präsentierte eine schwierige Serie von Sprüngen (Schwierigkeitsgrad 3,2 bis 3,7), verzichtete aber darauf, den dreieinhalbfachen Rückwärtssalto in gehechteter Ausführung zu zeigen. Bei seinem ersten Sprung, einem Dreieinhalb-Delfin (Schwierigkeitsgrad 3,2), hatte er bei der Eintauchphase Probleme und lag nach dem ersten Durchgang mit 62,40 Punkten nur auf einem 7. Zwischenrang. Noah Williams führte die Konkurrenz an. Für seinen zweiten Sprung, einem viereinhalbfachen Vorwärtssalto gehockt (3,7) erhielt Sereda 83,25 Punkte und konnte sich auf den zweiten Zwischenrang verbessern. Bei seinem dritten Sprung profitierte Sereda von einem Fehler des führenden Briten in der Eintauchphase. Mit einem zweifachen Rückwärtssalto mit zweieinhalb Schrauben (3,6) erzielte er die Führung im Zwischenklassement, die er nicht mehr abgab. Mit seinem dritten Sprung, einem dreieinhalbfachen Rückwärtssalto gehockt (3,3), erhielt Sereda von den Preisrichtern durchgängig die Note von 9,0 Punkten (89,10 Punkte), ehe er einen dreieinhalbfachen Auerbachsalto (3,4) präsentierte. Sein sechster und letzter Sprung in der Konkurrenz war ein zweieinhalbfacher Salto rückwärts mit anderthalb Schrauben, die ihm von zwei Preisrichtern die Höchstnote von 10,0 Punkten (91,20 Punkte) einbrachte. Neben Gold vom Turm kamen zwei weitere gewonnene Silbermedaillen im Synchronspringen mit Kirill Boliukh (2,46 Punkte hinter den siegreichen Briten Ben Cutmore und Kyle Kothari) und im gemischten Synchronspringen mit seiner Landsfrau Sofija Lyskun (2,19 Punkte hinter den britischen Europameistern Kyle Kothari und Lois Toulson) hinzu.